# タナ湖

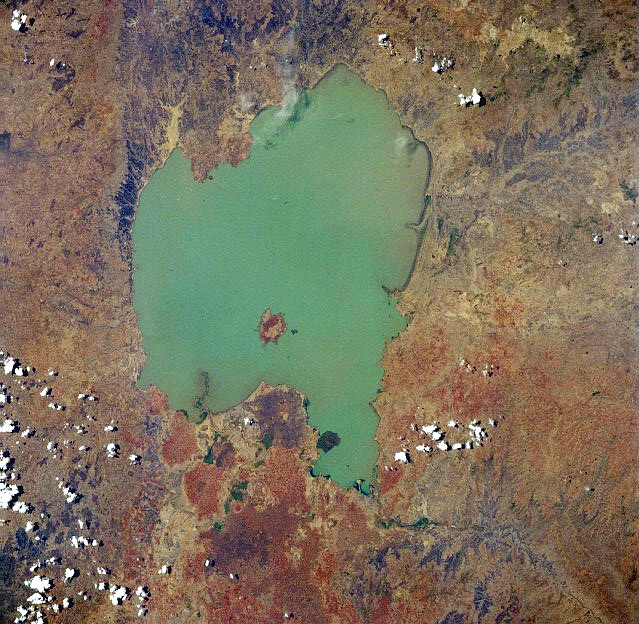
タナ湖の衛星写真

タナ湖（タナこ、アムハラ語:ጣና ሐይቅ）はエチオピア北西部に位置する淡水湖で、エチオピア最大の湖である。また、青ナイル川の源流でもある。位置は北緯12度0分、東経37度15分で、深さは最大15 m、面積は約3000 km2、海抜は1800 mである。この湖の特徴として、37の小島が点在し、それらの島には計29の修道院が散在している。
漁業を支える魚類の7割が固有種である。また、多くの旧北区の渡り鳥、例えばクロヅル、オナガガモ、オグロシギ、エリマキシギなどが湖を訪れる。湖畔に多くみられる植物としては、コルディア・アフリカーナ、キバナタカサブロウ、テフ、アラビカコーヒーノキなどが挙げられる。2014年にはこの地域が生物圏保護区に指定された。

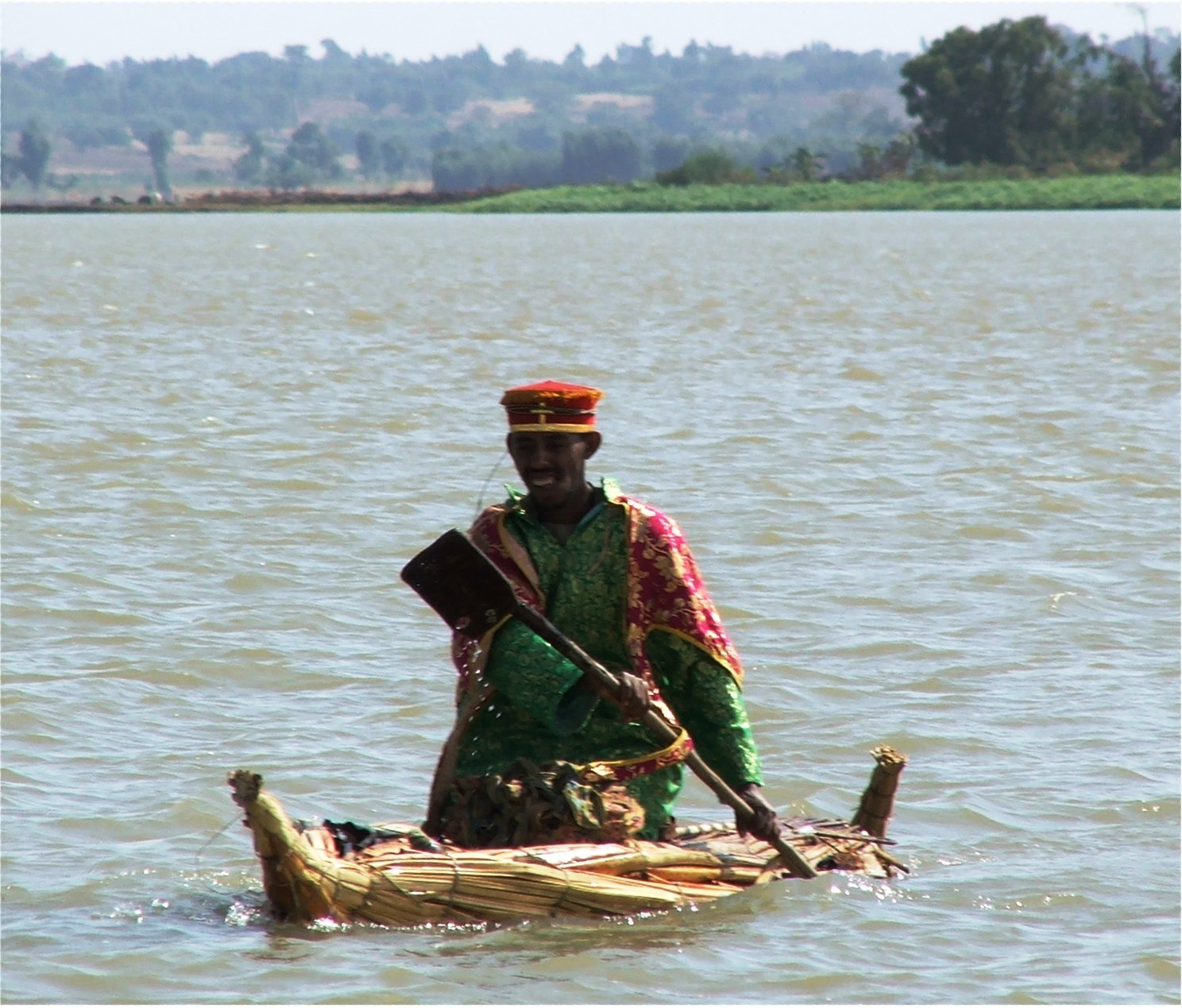
パピルスで作ったボートで修道院へ向かう修道士